# Моріс Трентіньян
Моріс Б'єнвеню Жан Поль Трентіньян, зазвичай просто «Моріс Трентіньян» (фр. Maurice Bienvenu Jean Paul Trintignant), (нар. 30 жовтня 1917, Сент-Сесіль-ле-Вінь, Воклюз, Франція — пом. 13 лютого 2005, Нім, Гар, Франція) — французький автогонщик, зірка Формули-1 1950-1960-х років. Вважався одним із самих практичних і обережних гонщиків. Дядько відомого кіноактора Жана-Луї Трентіньяна.